# Leonid Chabarow
Leonid Wasiliewicz Chabarow, ros. Леонид Васильевич Хабаров (ur. 8 maja 1947 w Szadrinsku) – rosyjski wojskowy, weteran wojny w Afganistanie, emerytowany pułkownik WDW.
Główny krytyk rosyjskiego ministra obrony Anatolija Serdiukowa. Znany przede wszystkim z tego, że jego batalion szturmowo-desantowy, jako pierwszy w 40 Armii ZSRR przekroczył granicę z Demokratyczną Republiką Afganistanu i po 450 kilometrach marszu bez strat w ludziach zajął strategicznie ważną przełęcz Salang, a on sam, w randze kapitana, był jego pierwszym radzieckim dowódcą. Został za to odznaczony Orderem Czerwonego Sztandaru i Orderem „Za zasługi wojskowe” oraz licznymi medalami.

## Służba w siłach zbrojnych

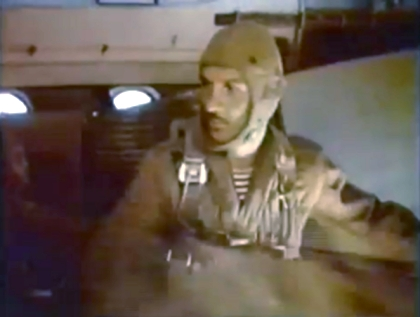
Por. Chabarow w czasie wizytacji spadochroniarzy, 1975

W 1972 roku ukończył studia w Wyższej Szkole Powietrznodesantowej w Riazaniu i rozpoczął służbę jako dowódca plutonu rozpoznawczego. Następnie dowodził spadochronowym batalionem rozpoznania. Służył w okręgach Bałtyckim, Moskiewskim, Turkieńskim.
Wasilij Margiełow dostrzegł zdolności szkoleniowo-dowódcze Chabarowa, obserwując jego pododdział podczas ćwiczeń prowadzonych na dużą skalę i mianował go dowódcą batalionu desantowo-szturmowego, zabierając go do Afganistanu.

### Wojna w Afganistanie
Pod koniec grudnia 1979 roku batalion pod dowództwem kapitana Chabarowa wziął pod ochronę jeden z ważniejszych strategicznych obiektów – przełęcz Salang, która łączyła Kabul ze Związkiem Radzieckim. Zwiadowcy pod dowództwem Chabarowa dotarli do Salangi w ciągu 22 godzin bez strat, wróg po prostu ich nie zauważył – większość drogi pokonali pod osłoną nocy. TASS stanowczo zaprzeczył, wyciekłym do zachodnich mediów doniesieniom, że wojska radzieckie weszły do Afganistanu – dopiero dzień później władze przyznały się do tego faktu, oficjalnie informując o wprowadzeniu wojsk do kraju. Przez półtora miesiąca spadochroniarze Chabarowa zabezpieczali przełęcz Salang i dopiero po tym czasie przekazali ją żołnierzom pułku zmotoryzowanego.
13 kwietnia 1980 Leonid Chabarow został ranny po raz pierwszy. Pierwsza kula odłamkowa zmiażdżyła kość ramienną, druga kula trafiła w tę samą rękę poniżej stawu łokciowego, Chabarow wciąż był jeszcze przytomny. Mało tego, wyciągnął jeszcze rannego afgańskiego żołnierza i wysyłał na stoki dwie grupy żołnierzy. Przytomność dowódca stracił dopiero w śmigłowcu.
Rękę Chabarowa udało się uratować cudem, do tego potrzebne było aż siedem operacji. Najpierw kabulscy lekarze, przyszyli wiszącą na strzępach skóry prawą rękę, następnie lekarze z Taszkentu wyprowadzili oficera z ogólnie ciężkiego stanu i skierowali go do Moskiewskiego Szpitala Wojskowego imienia Burdenki, a później na oddział ortopedyczny do Specjalistycznego Szpitala Urazowo – Ortopedycznego.

### Druga wyprawa do Afganistanu

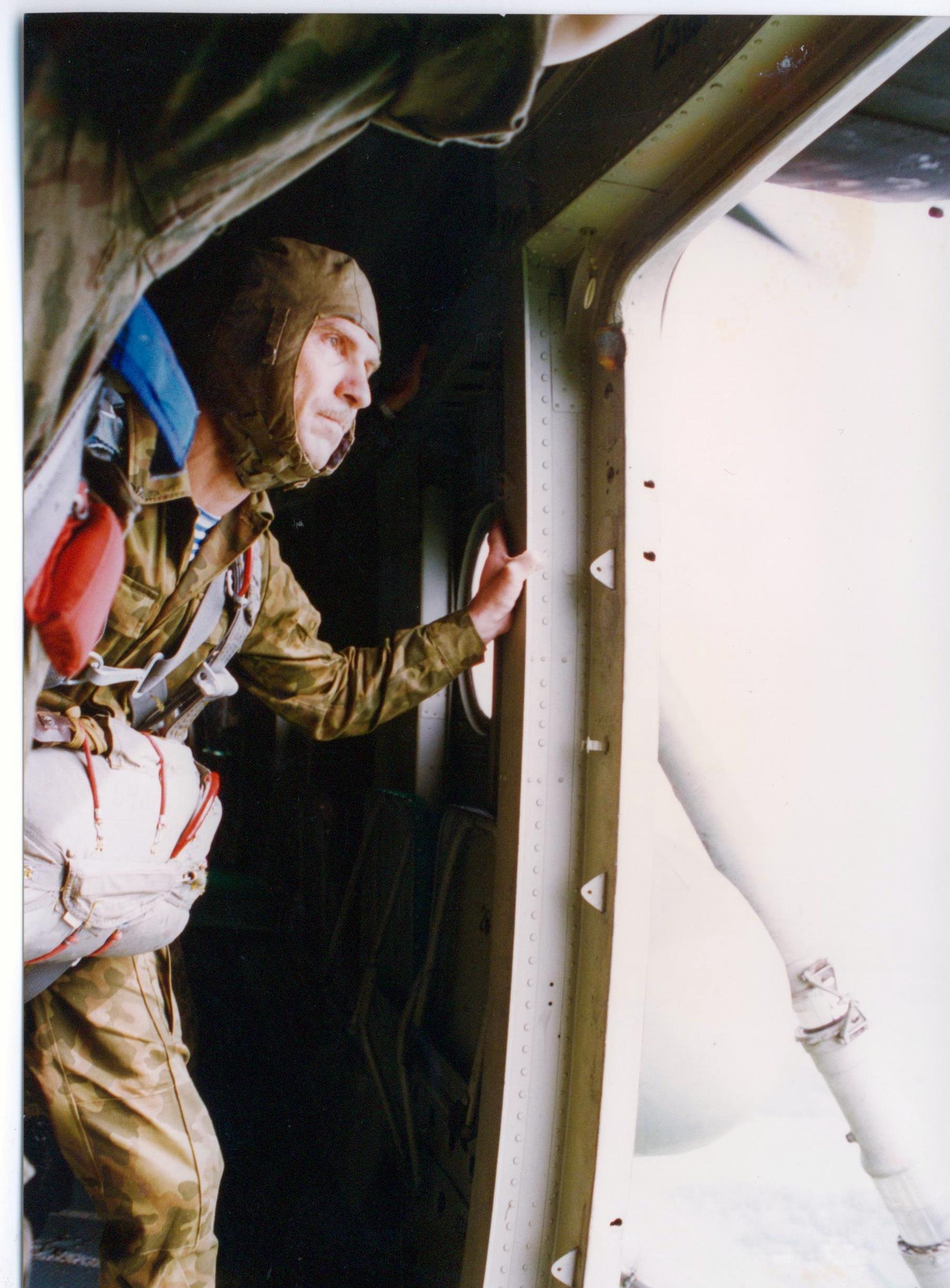
Płk Chabarow przed skokiem z samolotu An-2, 5 lipca 1999

Druga wyprawa trwała od października 1984 roku do września 1985 roku. Leonid został powołany na szefa sztabu 56 odrębnej Brygady Desantowo-Szturmowej. Osiem miesięcy później podczas misji bojowej pod Barikotom dowodził oddziałem wojskowych kolumn wspierających. Pewnego razu, gdy jego konwój został zaatakowany jego BTR został trafiony i spadł w przepaść z 20-metrowej wysokości na skutek czego Lieonid ponownie został ranny – złamany obojczyk, trzy żebra i ponownie uszkodzona prawa ręka. Po wypadku hospitalizowany był w szpitalach wojskowych Kabulu i Taszkentu.

## Działalność publiczna
Od 1991 roku Chabarow stał na czele uczelnianej katedry wojskowej, a następnie Wydziału Wojskowego na Uralskim Państwowym Technicznym Uniwersytecie (od 2003 – instytut kształcenia technicznego i bezpieczeństwa). Obronił tam pracę dyplomową. Obecnie na emeryturze. Był zastępcą przewodniczącego regionalnej swierdłowskiej organizacji publicznej „Unia rosyjska afgańskich weteranów”.
19 lipca 2011 został aresztowany pod zarzutem „zbrojnego buntu i zaangażowania innych w działalność terrorystyczną”. 26 lutego 2013 został skazany za zamach stanu na 4,5 roku więzienia. Jego aresztowanie i proces spotkały się z protestami wielu środowisk w Federacji Rosyjskiej i za granicą.

### Nagrody i odznaczenia
- Order Czerwonego Sztandaru
- Order „Za zasługi Wojskowe”
- Medal „Za wyróżnienie w służbie wojskowej”
- Medal „Za nienaganną służbę” I klasy
- Medal „Za nienaganną służbę” II klasy
- Medal „Za nienaganną służbę” III klasy